# Боголюбський чоловічий монастир
Боголюбський чоловічий монастир (Білопілля) — архітектурна пам'ятка 19 століття.
Адреса: Сумська область, місто Білопілля, вулиця Гоголя,5

## Історія храму
Боголюбський чоловічий монастир звели в дев'ятнадцятому столітті у місті Білопіллі Сумської області. Храм є пам'яткою архітектури Української Православної церкви (МП). Білопільський чоловічий монастир відкрито на честь Боголюбської ікони Божої Матері. Спочатку його відкрили як жіночий у 1992 році при храмі святих апостолів Петра і Павла.
Боголюбський монастир було засновано 27 серпня 1996 року, але уставне життя не сформувалося через відсутність досвідченого духівника. 27 лютого 1997 храм було реорганізовано на чоловічий монастир. Мешканок храму доправили до сусідніх жіночих єпархій.
Настоятелем даного храму є єпископ Сумський Іов Смакоуз.
У монастирі є ікона XVIII століття шанованої Боголюбської Божої матері. Наразі споруджують також нові будівлі обителі.